# Muftijstvo
Muftiluk, područje koje obuhvata više medžlisa koji čine teritorijalnu cjelinu. U izuzetnom slučaju muftijstvo može biti organiziran po funkcionalnom principu ili eksteritorijalno s posebnom unutarnjom strukturom. Odluku o uspostavljanju muftijstva i njegovom sjedištu na prijedlog Rijaseta, donosi Sabor Islamske zajednice. 
Muftijstvo, upravni organ muftiluka. Muftijstvo se sastoji od muftije, koji se nalazi na čelu muftijstva, i rukovodilaca službi. Muftijstvo ima Vijeće za vjerska pitanja sastavljen od svih glavnih imama i rukovodilaca ustanova Islamske zajednice s područja muftiluka i Savjet za administrativna pitanja sastavljen od predsjednika medžlisa.